# Piff och Puff – Räddningspatrullen
Piff och Puff – Räddningspatrullen (engelska: Chip 'n Dale Rescue Rangers), på svenska även känd som "Piff och Puff – Privatdetektiver") är en amerikansk tecknad tv-serie från Walt Disney Television, bestående av 65 avsnitt. Den sändes ursprungligen i Disney Channel under perioden 5 april 1989-19 november 1990.
I huvudrollerna ses Disneys klassiska jordekorrar Piff och Puff, som driver Räddningspatrullen – en detektivbyrå specialiserad på att hjälpa djur i fara.

## Figurer
Räddningspatrullen
- Piff (Chip) - Gängets ledare, klädd i Indiana Jones-kläder. Tar sitt uppdrag på största allvar, vilket ibland kan irritera hans vänner.
- Puff (Dale) - Klädd i hawaiiskjorta liknande den Thomas Magnum bär, är han betydligt mer av en slacker, som gärna läser serier eller kollar på tv. Besitter dock ett mycket stort hjärta.
- Oskar (Monterey Jack) - kraftigt byggd mus som hyser stor respekt för katter och en mycket stark kärlek till ost - så stark att den till och med kan utsätta gänget för livsfara. Båda hans föräldrar är äventyrare. Efter det femte och sista pilotavsnittet blir han Pärlans förmyndare då han var god vän med hennes pappa. Är den som får medla mellan Piff och Puff när de bråkar.
- Fröken Pärlan Sågbock (Miss Gadget Hackwrench) - musflicka och uppfinnare, ansvarig för alla de tekniska prylar patrullen behöver för att klara sina uppdrag. Hon är dotter till Igor Sågbock (Geegaw Hackwrench), en gammal vän till Oskar. Pärlan är ett ständigt föremål för rivalitet mellan Piff och Puff. Hon är väldigt klok och omtänksam. När serien börjar är hennes fader död. Hennes moder vet man ingenting om.
- Zipper (Zipper) - grön-blå fluga i röd T-tröja. En hejare på att flyga och gammal kompis till Oskar. Han surrar mest, men när han pratar, då låter rösten lite pipig. Han får agera nyckellås och göra sådant de andra inte klarar. Han är väldigt snäll och lojal, men ibland kan han känna sig utanför på grund av sin storlek.

Skurkar
- Svinpäls (Fat Cat) - en av patrullens ärkefiender. En tjock katt med maffia-liknande arbetsmetoder. Han är väldigt högmodig och sadistisk, ger ofta smutsjobbet till sina hejdukar, är klädd i en lila kostym och har en smak för dyra föremål. Han var tidigare sällskapsdjur till mästerbrottslingen Aldrin Klordane. Efter sin husses arrest blir dock Svinpäls en självständig, inflytelserik gangster i djurriket. Han avskyr hundar och tar ofta varje chans han får att ge dem dåligt rykte. Det enda han avskyr mer än hundar är räddningspatrullen. Svinpäls är ofta assisterad av tre eller fyra av följande hantlangare:
  - Vårtan (Wart) - en ödla som, likt Svinpäls, klär sig i en gangsterliknande kostym. Han är troligen den mest kompetenta av Svinpäls hantlangare.
  - Bulan (Mole) - en smått överviktig mullvad som tillhör Svinpäls gäng. Han bär en röd T-shirt, som är alldeles för liten för honom, samt gul mössa. Om något går fel i kupperna är det ofta han som får skulden.
  - Ragge (Mepps) - en orange vildkatt som klär sig i en sliten blå väst och blå mössa, och pratar med en gnällig röst.
  - Råttis (Snout) - en råtta som klär sig i röd tröja med avslitna ärmar, brun väst och blå keps. Han är den i Svinpäls gäng som syns till minst.
- Dr. Gordon Grym (Professor Norton Nimnul) - den andre av seriens båda återkommande skurkar. Det typiska exemplet på en galen professor - skicklig i det han gör, men fullständigt livsfarlig. Hans planer saknar inledningsvis ofta spår av logik och tenderar att vara extremt röriga. Grym bär tjocka glasögon och en vit labbrock och har rött, krulligt, avtagande hår samt mustasch.

## Piff och Puff – Räddningspatrullen i Sverige
Serien visades första gången i Sverige på TV3 1990 - 1991. Den slog dock på allvar igenom då den, tillsammans med Luftens Hjältar, gick som huvudinslag i SVT:s Disneyklubben under 1992–1993. Den har sedan repriserats ett flertal gånger och även getts ut på VHS. Serien har även sänts på Kanal 5, Disney Channel och Toon Disney.
Den 16 juni 2007 släpptes tre stycken DVD-boxar med Räddningspatrullen i Sverige, innehållande flertalet av de avsnitt som den amerikanska utgåvan innehöll.

## Svenska röster
Serien har dubbats av två företag, Media Dubb för TV3 och KM Studio för SVT, VHS, DVD, Disney Channel, och Toon Disney.

### Media Dubb
- Piff, Pärlan - Lena Ericsson
- Puff - Steve Kratz
- Oskar - Johan Hedenberg
- Svinpäls - Per Sandborgh
- Ödlis - Hasse Jonsson
- Bullen, Doktor Grym - Andreas Nilsson
- Ragge - Reine Brynolfsson
- Övriga rollfigurer - Johan Wahlström

- Ledmotivet sjungs av Thomas Vikström med text av Gunnar Ernblad.

### KM Studio
- Piff - Monica Forsberg
- Puff - Bertil Engh
- Pärlan - Birgitta Fernström
- Oskar - Ingemar Carlehed
- Svinpäls, Ragge, Doktor Grym - Hans Gustafsson
- Vårtan - Anders Öjebo
- Bulan, Råttis - Roger Storm
- Övriga rollfigurer - Ulf Källvik, Ulf Peder Johansson, Bo Maniette, Christel Körner

- Ledmotivet sjungs av Haakon Pedersen med text av Monica Forsberg.

## Avsnitt

### Säsong 1 (1989)
Visades dagligen som en del av det syndikerade programblocket Disney Afternoon. Avsnitt 6-16 samt 18-19 hade dock smygvisats på söndagsmorgnarna på Disney Channel redan under våren 1989 (dessa avsnitt anges därför på vissa ställen som avsnitt 1-13). När serien kom att flyttas in i Disney Afternoon inleddes dock serien med det femdelade pilotavsnittet To the rescue (som också är det avsnitt som först producerades) där tittarna får se hur patrullen bildas. Senare har To the Rescue även visats som tv-film.
- 1. To The Rescue Part 1 (Jakten på von Kosings rubin, del 1) (1989-09-11)
- 2. To The Rescue Part 2 (Jakten på von Kosings rubin, del 2) (1989-09-12)
- 3. To The Rescue Part 3 (Jakten på von Kosings rubin, del 3) (1989-09-13)
- 4. To The Rescue Part 4 (Jakten på von Kosings rubin, del 4) (1989-09-14)
- 5. To The Rescue Part 5 (Jakten på von Kosings rubin, del 5) (1989-09-15)
- 6. Piratsy Under the Seas (Pirater på skattjakt) (1989-09-18)
- 7. Catteries Not Included (Katter och spänning) (1989-09-19)
- 8. Dale Beside Himself (Puff och dubbelgångaren) (1989-09-20)
- 9. Flash the Wonder Dog (Superhunden Blixt) (1989-09-21)
- 10. Out to Launch (På vift i rymden) (1989-09-22)
- 11. Kiwi's Big Adventure (Den store flygarguden) (1989-09-25)
- 12. Adventures in Squirrelsitting (Barnvaktsäventyr) (1989-09-26)
- 13. Pound of the Baskervilles (Mysteriet på Baskerville) (1989-09-27)

### Säsong 2
- 14. Risky Beesness (Surrigt uppdrag) (1989-09-28)
- 15. Three Men and a Booby (Tre män och en boby) (1989-09-29)
- 16. The Carpetsnaggers (De flygande mattorna) (1989-10-02)
- 17. A Lad in a Lamp (Anden i lampan) (1989-10-03)
- 18. Bearing Up Baby (Baby på vift) (1989-10-04)
- 19. Parental Discretion Retired (Fa(de)rliga råd) (1989-10-05)
- 20. The Luck Stops Here (Lyckan kommer, lyckan går) (1989-10-06)
- 21. Battle of the Bulge (Brott på hög nivå) (1989-10-09)
- 22. Ghost of a Chance (Spökjakten) (1989-10-10)
- 23. An Elephant Never Suspects (Jordnötstjuvarna) (1989-10-11)
- 24. Fake Me to Your Leader (Löss och människor) (1989-10-12)
- 25. Last Train to Cashville (Ett tåg kommer lastat) (1989-10-13)
- 26. A Case of Stage Blight (Scenskräck) (1989-10-16)
- 27. The Case of the Cola Cult (Fallet med Cola Kulten) (1989-10-17)
- 28. Throw Mummy From the Train (Hårda bandage i Egypten) (1989-10-18)
- 29. A Wolf in Cheap Clothing (Vargens nya kläder) (1989-10-19)
- 30. Robocat (Den mekaniska katten) (1989-10-20)
- 31. Does Pavlov Ring a Bell (Betingade brott) (1989-11-02)
- 32. Prehysterical Pet (Puff och dinosaurien) (1989-11-03)
- 33. A Creep in the Deep (Hämnaren från djupet) (1989-11-13)
- 34. Normie's Science Project (Släkten är grym) (1989-11-14)
- 35. Seer No Evil (Ont varsel) (1989-11-15)
- 36. Chipwrecked Shipmunks Chipwrecked Shipmunks (1989-11-16)
- 37. When Mice Were Men (När möss var människor) (1989-11-17)
- 38. Chocolate Chips (Choklad-Puff) (1989-11-20)
- 39. The Last Leprechaun  (1989-11-21)
- 40. Weather or Not (Ett ruskigt väder) (1989-11-22)
- 41. One Upsman-Chip (Du gick på det) (1989-11-23)
- 42. Shell Shocked (Snäckskal på vift) (1989-11-24)
- 43. Love is a Many Splintered Thing (Gammal kärlek kostar) (1989-12-18)
- 44. Song of the Night n' Dale (Näktergalningens sång) (1989-12-19)
- 45. Double O'Chipmunk (Agent Noll Noll Puff) (1989-12-20)
- 46. Gadget Goes Hawaiian (Pärlan från Hawaii) (1989-12-21)
- 47. It's a Bird, It's Insane, It's Dale! (Gummi-bando alla bovars skräck) (1989-12-22)
- 48. Short Order Crooks (En riktig soppa) (1990-02-05)
- 49. Mind Your Cheese and Q's (Ostbrist) (1990-02-06)
- 50. Out of Scale (Utanför ramen) (1990-02-08)
- 51. Dirty Rotten Diapers (Brottsling i blöjor) (1990-02-19)
- 52. Good Times, Bat Times (Häxans assistent) (1990-02-21)
- 53. Pie in the Sky  (1990-02-22)
- 54. Le Purrfect Crime  (1990-03-19)
- 55. When You Fish Upon a Star  (1990-03-21)
- 56. Rest Home Rangers  (1990-03-22)
- 57. A Lean on the Property (1990-04-16)
- 58. The Pied Piper Power Play (1990-04-23)
- 59. Gorilla My Dreams (Kattnappning) (1990-05-01)
- 60. The SS Drainpipe (1990-05-02)

### Säsong 3
- 61. Zipper Come Home (Kom hem Zipper) (1990-09-10)
- 62. Puffed Rangers (Uppdrag i Hong Kong) (1990-09-18)
- 63. A Fly in the Ointment (Hälften fluga, hälften man) (1990-09-26)
- 64. A Chorus Crime (1990-11-05)
- 65. They Shoot Dogs, Don't They? (Tassande fara) (1990-11-19)

## Serietidningarnas värld
Räddningspatrullen kom att ge upphov till en mängd serietidningsserier, varav många publicerades i Sverige i tidningen Disney's TV-serier som gavs ut 1991-1993. Förutom de avsnitt som publicerades i detta magasin har dock inga av dessa serier nått Sverige. Åren 2010-2011 publicerade Boom! Studios 8 nummer baserade på TV-serien.

## Film
31 januari 2014 meddelade Disney att en långfilm var under produktion och är delvis spelfilm och datoranimerad.
Filmen hade premiär på Disney+ 20 maj 2022.

## TV-spel
TV-serien blev även två tv-spel till NES, den ena; Chip 'N Dale Rescue Rangers släpptes i juni 1990. Spelet, som är ett plattformsspel och fungerar både för en och två spelare, går ut på att ta sig genom världar som skogar, industrier, kasinon och leksakshus. Som slutfiende möter spelarna Svinpäls. Det andra spelet heter Chip 'n Dale Rescue Rangers 2 och släpptes januari 1994.

## Popularitet på internet
Serien har fortsatt att engagera människor även efter dess nedläggning. På internet kan man hitta fanfiction, fanart och diskussionsforum för serien, och 2003 publicerades en webbserie, som riktade sig till en äldre publik, med titeln Of Mice and Mayhem, baserad på figurerna i Räddningspatrullen.

## Mottagande
IGN utnämnde i januari 2009 TV-serien på 60:e plats av topp 100 bästa animerade TV-serier.